# Georgy Semyonovich Shpagin
Georgy Semyonovich Shpagin (tiếng Nga: Георгий Семёнович Шпагин; sinh ngày 17 tháng 4 năm 1897 - mất ngày 6 tháng 2 năm 1952) là một nhà thiết kế vũ khí nổi tiếng của Liên Xô (nay là Nga). Ông được người ta biết đến như là tác giả của súng tiểu liên nổi tiếng PPSh-41. Ngoài ra, ông cũng chính là người đã cải tiến cơ cấu nạp đạn của khẩu súng máy hạng nặng DK trước đó của Vasily Alekseyevich Degtyaryov để trở thành khẩu súng máy hạng nặng DShK

## Thiếu thời
Shpagin sinh năm 1897 trong một gia đình nông dân ở Klyushnikovo gần Kovrovo, bấy giờ thuộc Đế quốc Nga. Ông đã đi học trong ba năm, trước khi trở thành một thợ mộc ở tuổi 12 (năm 1909). Ông được gia nhập Quân đội Nga năm 1916 để chiến đấu ở Mặt trận phía Đông, sau đó được giao nhiệm vụ sửa chữa pháo vào năm sau.

## Cách mạng Nga
Sau Cách mạng Tháng Mười, ông trở thành thành viên của Hồng quân, và làm thợ rèn súng ở Vladimir Oblast. Sau năm 1920, ông làm việc trong một xưởng thiết kế vũ khí trong cùng khu vực, làm việc với Vladimir Fyodorov và Vasily Degtyaryov.

## Sáng tạo
Sau một thập kỷ rưỡi nỗ lực không thành công, năm 1938 xưởng của ông đã cho ra đời mẫu súng máy hạng nặng DShK. Nó vẫn đang được sử dụng rộng rãi như một loại vũ khí đa năng: hỏa lực bộ binh, phòng không và vũ khí chống tăng hạng nhẹ. Khoảng 8.000 chiếc trong số chúng được chế tạo trong Thế chiến thứ hai. Năm 1940, ông đưa ra thiết kế được công nhận nhất của mình, súng tiểu liên PPSh-41, là vũ khí tự động chủ lực của Hồng quân trong Chiến tranh Vệ quốc vĩ đại. Nó rẻ để sản xuất và dễ bảo trì. Ông gia nhập Đảng Cộng sản Liên Xô năm 1944. Để cạnh tranh với AS-44, ông cũng đã tạo ra một mẫu súng trường tấn công nguyên mẫu của riêng mình gọi là ASh-44 hoạt động trên nguyên tắc nạp đạn bằng phản lực bắn. Tuy nhiên, nó đã bị loại khỏi cuộc thử nghiệm do không thể kiểm soát được ở chế độ tự động hoàn toàn và dẫn đến việc bắt buộc tất cả các khẩu súng trường trong tương lai phải có khóa chế độ bắn.

## Sau chiến tranh
Shpagin là thành viên của Xô viết Tối cao Liên Xô từ năm 1946 đến năm 1950. Ông bị bệnh nặng vì bệnh ung thư dạ dày và qua đời vào đầu năm 1952.

## Danh hiệu và giải thưởng
Shpagin đã được trao tặng Giải thưởng Stalin hạng 2 năm 1941 và danh hiệu Anh hùng Lao động Xã hội Chủ nghĩa vào ngày 16 tháng 9 năm 1945, vì "chế tạo ra các loại vũ khí mới và nâng cao sức mạnh chiến đấu của Hồng quân". Ông đã nhận được ba Huân chương Lenin trong chiến tranh, vào các năm 1941, 1943 và 1945, cùng với Huân chương Suvorov hạng 2 năm 1945 và Huân chương Sao Đỏ năm 1938.

## Tưởng niệm
Một con phố ở Vyatka được đặt theo tên ông. Ở cả Kovrov và Vyatka đều có những tượng đài công cộng lớn đối với ông.